# Palmarès du Tour Down Under
Cette liste présente le palmarès du Tour Down Under depuis sa création en janvier 1999

## Palmarès
| Date       | Vainqueur         | Équipe du vainqueur | Étapes | Distance (en km) | Vitesse     | Classement de la montagne | Par points           | Meilleur jeune     |
| ---------- | ----------------- | ------------------- | ------ | ---------------- | ----------- | ------------------------- | -------------------- | ------------------ |
| 1999 (1re) | Stuart O'Grady    | Crédit agricole     | 6      | 762              | 40,000 km/h | Christian Andersen        | Brett Aitken         | Cadel Evans        |
| 2000 (2e)  | Gilles Maignan    | AG2R Prévoyance     | 6      | 741,7            | 39,000 km/h | René Jørgensen            | Guillaume Auger      | Sandy Casar        |
| 2001 (3e)  | Stuart O'Grady    | Crédit agricole     | 6      | 757,5            | 40,800 km/h | Robert Tighello           | Graeme Brown         | Gene Bates         |
| 2002 (4e)  | Michael Rogers    | Mapei-Quick Step    | 6      | 733              | 43,100 km/h | Cadel Evans               | Robbie McEwen        | David McPartland   |
| 2003 (5e)  | Mikel Astarloza   | AG2R Prévoyance     | 6      | 735              | 42,500 km/h | Cadel Evans               | Andrea Tafi          | Gene Bates         |
| 2004 (6e)  | Patrick Jonker    | UniSA               | 6      | 726              | 43,900 km/h | Paolo Tiralongo           | Robbie McEwen        | Philippe Gilbert   |
| 2005 (7e)  | Luis León Sánchez | Liberty Seguros     | 6      | 719              | 42,900 km/h | Gene Bates                | Robbie McEwen        | Luis León Sánchez  |
| 2006 (8e)  | Simon Gerrans     | AG2R Prévoyance     | 5      | 735              | 44,200 km/h | Cadel Evans               | Allan Davis          | William Walker     |
| 2007 (9e)  | Martin Elmiger    | AG2R Prévoyance     | 5      | 667              | 42,500 km/h | Serge Pauwels             | Laurent Brochard     | Simon Clarke       |
| 2008 (10e) | André Greipel     | High Road           | 6      | 835              | 44,480 km/h | Philippe Gilbert          | André Greipel        | José Joaquín Rojas |
| 2009 (11e) | Allan Davis       | Quick Step          | 6      | 802;             | 41,200 km/h | Andoni Lafuente           | Allan Davis          | José Joaquín Rojas |
| 2010 (12e) | André Greipel     | HTC-Columbia        | 6      | 794,5            | 42,300 km/h | Thomas Rohregger          | André Greipel        | Jürgen Roelandts   |
| 2011 (13e) | Cameron Meyer     | Garmin-Cervélo      | 6      | 758              | 42,329 km/h | Luke Roberts              | Matthew Goss         | Cameron Meyer      |
| 2012 (14e) | Simon Gerrans     | GreenEDGE           | 6      | 803              | 38,664 km/h | Rohan Dennis              | Edvald Boasson Hagen | Rohan Dennis       |
| 2013 (15e) | Tom-Jelte Slagter | Blanco              | 6      | 758,5            | 41,054 km/h | Javier Moreno             | Geraint Thomas       | Tom-Jelte Slagter  |
| 2014 (16e) | Simon Gerrans     | Orica-GreenEDGE     | 6      | 815,5            | 40,857 km/h | Adam Hansen               | Simon Gerrans        | Jack Haig          |